# William H. McNeill
William Hardy McNeill (Vancôver, 31 de outubro de 1917 - Torrington, 8 de julho de 2016) foi um autor e historiador canado-estadunidense de história global, particularmente reconhecido por seus escritos sobre a civilização ocidental. Após adquirir os títulos de bacharel e mestre nos anos 1930, serviu alguns anos no exército dos Estados Unidos durante a Segunda Guerra Mundial. Ao retornar, tornou-se em 1947 professor da Universidade de Chicago, posto que mantêm atual como professor emérito. Nos anos 1960 publicou sua obra mais famosa, O Emergir do Ocidente: Uma História da Comunidade Humana, e pelos anos 1970, Pragas e Pessoas. Em 1964, recebeu um prêmio por sua publicação do O Emergir do Ocidente e em 2010 recebeu uma medalha do presidente Barack Obama pelo conjunto de sua obra.

## Biografia e carreira
William McNeill nasceu em 1917 em Vancôver, Colúmbia Britânica, Canadá, o filho do teólogo e educador John T. McNeill. Foi educado na Universidade de Chicago, obtendo os títulos de Bacharel das Artes (B.A.) em 1938 e Mestre das Artes (M.A.) em 1939. Em 1941, foi convocado para o exército dos Estados Unidos na Segunda Guerra Mundial, tendo servido primeiro no Havaí e Caribe e no teatro europeu, principalmente no Cairo e então Grécia Após a guerra, ele obteve seu PhD na Universidade de Cornell em 1947. Naquele mesmo ano começou a lecionar na Universidade de Chicago, que tornou-se sua casa através de sua carreira profissional.
O trabalho mais popular de McNeill, concluído no início de sua carreira, é O Emergir do Ocidente: Uma História da Comunidade Humana (em inglês: The Rise of the West: A History of the Human Community), publicado pela Editora da Universidade de Chicago em 1963. O livro explora a história global nos termos do efeito da diferença de idade das civilizações globais, e especialmente o efeito dramático da civilização ocidental sobre as demais nos últimos 500 anos. Teve um enorme impacto sobre a teoria histórica, especialmente por sua ênfase em fusões culturais, em contraste com a Oswald Spengler que sugere civilizações discretas e independentes. [carece de fontes?]
O Emergir do Ocidente recebeu o National Book Award de 1964 na categoria de "história e biografia". Em 1976, McNeill escreveu Pragas e Pessoas (Plagues and Peoples), um contribuição importante precoce para o impacto das doenças na história humana, tendo contribuído para a emergência póstuma da história ambiental como disciplina. McNeill foi honrado com a Medalha Nacional de Humanidades pelo presidente Barack Obama em 25 de fevereiro de 2010. A citação reconhece-o por "sua pedagogia na Universidade de Chicago e como um autor de mais de 20 livros, incluindo O Emergir do Ocidente, que traça as civilizações através dos 5 000 anos do registro histórico".
William H. McNeill morreu em 8 de julho de 2016, aos 98 anos.

## Obras
- (1947). The Greek Dilemma War And Aftermath J. B. Lippincott Company, London: Victor Gollancz, 1947
- (1949). History of Western Civilization: A Handbook. Chicago: University of Chicago Press.  6th edition, 1986.  ISBN 978-0-226-56159-2.
  - "The Introduction of the Potato into Ireland," The Journal of Modern History Vol. 21, No. 3, September 1949
- (1963). The Rise of the West: A History of the Human Community. Chicago: University of Chicago Press.  Revised edition, 1991.  ISBN 978-0-226-56141-7.
- (1973). "The Ecumene: Story of Humanity". Harper & Row. 0065520424
- (1974). The Shape of European History. Oxford: Oxford University Press. ISBN 978-0-19-501807-3
- (1974). Venice: The Hinge of Europe, 1081-1797. Chicago: University of Chicago Press. ISBN 978-0-226-56149-3.
- (1976). Plagues and Peoples. Garden City, NY: Anchor Press/Doubleday. ISBN 0-385-12122-9.
- (1979). «Historical Patterns of Migration (with comment & reply)», Current Anthropology, 20 (1): 95–102, JSTOR 2741864, PMID 11630845, doi:10.1086/202206
- (1980). The Human Condition: An Ecological and Historical View. Princeton: Princeton University Press.  ISBN 0-691-05317-0
- (1982). The Pursuit of Power: Technology, Armed Force, and Society since A.D. 1000.  Chicago: University of Chicago Press.  ISBN 0-226-56157-7
- (1989). Arnold J. Toynbee: A Life. Oxford: Oxford University Press. ISBN 0-19-506335-X
- (1991). Hutchins' University.  A Memoir of the University of Chicago. 1929-1950.  Chicago: University of Chicago Press. ISBN 0-226-56170-4
- (1992). The Global Condition: Conquerors, Catastrophes, & Community. Princeton: Princeton University Press.
- (1995). Keeping Together in Time: Dance and Drill in Human History.  Cambridge: Harvard University Press.
- (1998). A World History. Oxford: Oxford University Press; 4th edition. (First published 1967). ISBN 0-19-511616-X
- (2003). The Human Web: A Bird's-Eye View of World History (with J. R. McNeill). New York: W. W. Norton. ISBN 0-393-92568-4
- (2005). Berkshire Encyclopedia of World History (with Jerry H. Bentley, David Christian et al., editors). 5 volumes. Great Barrington, MA: Berkshire Publishing Group. ISBN 9780974309101.
- (2005). The Pursuit of Truth: A Historian's Memoir. Lexington: University Press of Kentucky.
- (2009). Summers Long Ago: On Grandfather's Farm and in Grandmother's Kitchen. Great Barrington, MA: Berkshire Publishing Group. ISBN 9781933782713.
- (2011). Berkshire Encyclopedia of World History, 2nd Edition (with Jerry H. Bentley, David Christian et al., editors). 6 volumes. Great Barrington, MA: Berkshire Publishing Group. ISBN 9781933782652.